# Bisbat de Ginebra
El bisbat de Ginebra fou una jurisdicció eclesiàstica centrada a la ciutat de Ginebra que va existir fins que va ser unida al bisbat de Lausana el 1821. Fou també un principat-bisbat del Sacre Imperi Romanogermànic.

## Història
Ginebra (Genava, Geneva, també Janua i Genua), capital del cantó de Ginebra a Suïssa situat allà on el Roine sur del Llac Léman (Lacus Lemanus), apareix per primer cop a la història com una ciutat de frontera, fortificada contra els celto-germànics Helvetii, que els romans van ocupar el 120 aC. Quasi sis segles després, el 443, era presa pels burgundis, i amb la caiguda d'aquests va passar als francs el 534. El 888 la ciutat era part del nou regne de Borgonya, i amb aquest va passar a mans de l'emperador alemany el 1033. Segons comptes llegendaris trobats en els treballs de Gregori Leti ("Historia Genevrena", Amsterdam, 1686) i Besson, Ginebra fou cristianitzada per Dionysius Areopagita i Paracodus, dos dels anomenats setanta-dos deixebles, en el temps de Domicià; Dionís se n'anava d'allí a París i Paracodus esdevenia el primer bisbe de Ginebra; però aquesta llegenda és fictícia, com ho és la que fa a sant Llàtzer el primer bisbe de Ginebra, un error que sorgeix de la similitud entre el nom llatí de Genara (Ginebra) i Genua (Gènova, a Itàlia del nord). L'anomenat "catàleg de Sant Pere", que dona Sant Diogenus (Diògenes) com el primer bisbe de Ginebra, és de poca confiança.
Una carta de Sant Euqueri a Salvius fa gairebé segur que sant Isaac (vers 400) fou el primer bisbe. El 440 sant Salonius apareix com a bisbe de Ginebra; era un fill de Sant Euqueri a qui aquest va dedicar les seves "Instructiones"; participava en el Concili d'Aurenja (441), Vaison (442) i Arle (aproximadament 455), i se suposa que és l'autor de dos comentaris menors, In parabolas Salomonis i "In Ecclesisastis". Poc se sap sobre del següent bisbe Theoplastus (aproximadament 475), a qui Sant Sidoni Apol·linar va dirigir una carta; Dormitianus (abans de 500), sota qui la princesa burgundia Sedeleuba, una germana de la reina Clotilde, tenia les restes del màrtir i Sant Víctor de Soleure les va transferir a Ginebra, on va construir una basílica en el seu honor; després va venir sant Màxim (aproximadament 512-41), un amic d'Avitus, Arquebisne de Viena i Ciprià de Toulon, amb els quals era en correspondència.
El bisbe Pappulus enviava el seu substitut, el sacerdot Thoribiusas, al Sínode d'Orleans (541). El bisbe Salonius II només es coneix per les signatures dels sínodes de Lió (570) i París (573) i el Bisbe Cariatto, instal·lat pel rei Guntram de Borgonya el 584, era present als dos sínodes de Valença i Macon el 585. Des del començament el bisbat de Ginebra era un sufragani de l'Arquebisbat de Viena.
Els bisbes de Ginebra van tenir l'estatus de prínceps del Sacre Imperi Romanogermànic des de 1154, però van haver de mantenir una lluita llarga per la seva independència contra els protectors (advocati) de la seu, els comtes de Ginebra, i més tard els comptes de Savoia. El 1290 l'últim obtenia el dret d'instal·lar el vice-dominus de la diòcesi, el títol de veguer (videme) de Ginebra fou concedit a la família del comte François de Candie de Chambèry-Le-Vieux una castellania de Savoia; aquest oficial va exercir la baixa jurisdicció a la ciutat i el bisbat. El 1387 el bisbe Adhémar Fabry concedia a la ciutat la seva gran carta, la base del seu autogovern comunal, que tots els bisbes a la seva accessió, havien de confirmar a la ciutat. Quan la línia dels comtes de Ginebra es va extingir el 1394, i la casa de Savoia va entrar en possessió del seu territori, assumint després de 1416 el títol de ducs, la nova dinastia va buscar per tots els mitjans de portar la ciutat de Ginebra al seu poder, especialment elevant membres de la seva pròpia família al front de la seu episcopal. La ciutat es va protegir per la unió amb la Federació Suïssa (Eidgenossenschaft), unint-se el 1526 amb Berna i Friburg.
La Reforma va provocar transformacions essencials en la vida religiosa i política de Ginebra. Berna afavoria la introducció dels nous ensenyaments i demanava llibertat de predicació per als reformistes Guillaume Farel i Antoine Froment, però el 1531 el Friburg catòlic renunciava a la seva aliança amb Ginebra. Calví se n'anava a Ginebra el 1536, i, després d'un període d'exili, retornava el 1541 per passar la resta de la seva vida allà. La ciutat es convertia en un baluard de calvinisme, i fou sobrenomenada la "Roma protestant" per a la seva influència dominant en el moviment calvinista. Al començament del 1532 el bisbe fou obligat a deixar la seva residència, per mai més retornar; el 1536 fixava la seva seu a Gex i el 1535 a Annecy ja sense poder temporal doncs aquests territoris eren de Savoia. El zel apostòlic i dedicació de Sant Francesc de Sales, que fou Bisbe de Ginebra des de 1602 a 1621, retornava una part gran de la diòcesi altra vegada al catolicisme.
Antigament la diòcesi de Ginebra s'estenia profundament a Savoia, fins al Mont Cenis i el Gran Sant Bernat. Nyon, sovint erròniament considerada una diòcesi separada, pertanyia a Ginebra. Sota Carlemany la Tarentàsia fou separada de Ginebra i es convertia en una diòcesi separada. Abans de la Reforma els bisbes de Ginebra governaven 8 capítols, 423 parròquies, 9 abadies i 68 priorats. El 1802 la diòcesi fou unida a la de Chambéry. Al Congrés de Viena (1814-15) el territori de la diòcesi de Ginebra fou ampliat a 15 parròquies de Savoia i 6 parròquies franceses, amb més de 16.000 catòlics; alhora era admesa a la confederació Suïssa. El Congrés expressament va atorgar (i el mateix acord fou inclòs al Tractat de Torí de 16 de març de 1816) que en aquests territoris transferits a Ginebra la religió Catòlica s'havia de protegir, i que cap canvi no es podria fer sense acord amb la Santa Seu.
Pius VII el 1819 unia (amb efectes el 1821) la ciutat de Ginebra amb 20 parròquies amb la diòcesi de Lausanne, mentre que la resta de la Diòcesi antiga de Ginebra (fora de Suïssa) es reconstituïa, el 1822, com la diòcesi catolica francesa d'Annecy. El Gran Consell de Ginebra (consell cantonal) va ignorar les responsabilitats així empreses; en imitació dels "Articles Orgànics" de Napoleó, insistia al Placet, o aprovació prèvia a la publicació, per a tots els documents papals. La indignació catòlica va augmentar amb les mesures civils preses contra Marilley, el rector de Ginebra i bisbe posterior de la seu. El 30 de juny de 1907, la majoria dels catòlics de Ginebra votaven a favor de la separació d'Església i Estat. Per aquest acte de separació s'asseguraven com a mínim una igualtat negativa amb els protestants i catòlics Vells. Des de llavors el cantó de Ginebra no ha donat ajut a cap credo, ni per part de l'estat ni per part dels ingressos municipals.

## Llista de bisbes
- vers 400 Isaac
- vers 441-460 Salonius
- vers 470 Eleutherius
- vers 470 Theoplastus
- vers 470-490 Domitianus
- vers 513–523 Maximus
- 541–549 Pappolus
- vers 567–573 Salonius
- 584–585 Cariatto
- 601/02 Rusticius o Patricius (?)
- 626/27 Abelenus
- vers 650 Pappolus
- 664 Ethoaldus (?)
- 769–770 Gauzibertus
- vers 800 Walternus
- 833 Altaldus
- 838? Aptadus (?)
- ? Boso
- 877 Ansegisus
- 882 Aptadus
- 899 Bernardus
- entre 899 i 906 Riculf
- 906 Franco
- 927 Adelgaud
- 943–950 Aymon
- 958–978 Girardus
- 993–1020 Hug
- entre 1020 i 1030 Konrad
- entre 1020 i 1030 Adalgod
- entre 1020 i 1030 Bernardus
- 1030–1073 Fredericus
- entre 1073 i 1083 Boczadus
- 1083–1119 Guy de Faucigny
- 1120–1135 Humbert de Grammont
- 1135–1185 Arducius de Faucigny
- 1185–1205 Nantelmus
- 1205–1213 Bernard Chabert
- 1213 Pierre (de Sessons ?)
- 1215–1260 Aymo von Grandson
- 1260–1267 Enric
- 1268–1275 Aymon de Cruseilles
- 1276–1287 Robert de Ginebra
- 1287–1294 Guillaume de Conflans
- 1295–1303 Martin de Saint-Germain
- 1304–1311 Aymon de Quart
- 1311–1342 Pierre de Faucigny
- 1342–1366 Alamand de Saint-Jeoire
- 1366–1377 Guillaume de Marcossey
- 1378–1385 Jean de Murol
- 1385–1388 Adhémar Fabri
- 1388–1408 Guillaume de Lornay
- 1408–1418 Jean de Bertrand
- 1418–1422 Jean de Rochetaillée
- 1422–1423 Jean Courtecuisse
- 1423–1426 Jean de Brogny
- 1426–1444 François de Metz
- 1444–1451 Amadeu de Savoia
- 1451–1458 Pere de Savoia
- 1460–1482 Joan Lluís de Savoia
- 1482 Domenico della Rovere
- 1482–1484 Jean de Compey
- 1484–1490 Francesc de Savoia
- 1490–1495 Antoine Champion
- 1495–1509 Felip de Savoia
- 1509–1513 Charles de Seyssel
- 1513–1522 Johann von Savoyen
- 1522–1543 Pierre de La Baume (casa de la Baume)
- 1543–1550 Louis de Rye
- 1550–1556 Philibert de Rye
- 1556–1568 François de Bachod
- 1568–1578 Ange Justiniani
- 1578–1602 Claude de Granier
- 1602–1622 Sant Francesc de Sales
- 1622–1635 Joan Francesc de Sales
- 1639–1645 Juste Guérin
- 1645–1660 Carles August de Sales
- 1661–1695 Jean d'Arenthon d'Alex
- 1697–1734 Michel-Gabriel de Rossillon de Bernex
- 1741–1763 Joseph-Nicolas Deschamps de Chaumont
- 1764–1785 Jean-Pierre Biord
- 1787–1801 Joseph-Marie Paget
  - 1793–1794 François-Thérèse Panisseta
- 1802–1805 René des Monstiers de Mérinville
- 1805–1821 Irénée-Yves de Solle

### Bisbes de Lausana i Ginebra des de 1821
- 1815-1845 Pierre-Tobie Yenni
- 1846-1879 Etienne Marilley
- 1879-1882 Christophore Cosandey
- 1883-1891 Gaspard Mermillod
- 1891-1911 Joseph Déruaz
- 1911-1915 André-Maurice Bovet
- 1915-1920 Placide Colliard

### Bisbes de Lausana, Ginebra i Friburg des de 1924
- 1920-1945 Marius Besson
- 1945-1970 François Charrière
- 1970-1995 Pierre Mamie
- 1995-1998 Amédée Grab
- 1999-2010 Bernard Genoud
- 2011- Charles Morerod